# Plaza Palestina
La plaza Palestina o Midan Falasteen es una plaza en el centro de Gaza en medio de la calle Jamal Abdel Nasser y la calle Omar Mukhtar. Es donde se ubica una estación de autobuses, una parada de taxis, un mercado de frutas, un hospital y decenas de pequeñas tiendas y vendedores. La sede municipal de Gaza también se encuentra en la plaza. La plaza Palestina una vez fue amurallada cuando estaba a lo largo del borde sur de la Ciudad Vieja, con vistas a los cultivos de cebada y hortalizas granjas, olivos y almendros.